# Medinas
Medinas is een plaats in het Argentijnse bestuurlijke gebied Chicligasta in de provincie Tucumán. De plaats telt 3.406 inwoners.